# タシュ・テムル (カンクリ部)
タシュ・テムル（モンゴル語: Taš temür、? - 1364年）は、大元ウルス末期の重臣。モンゴル帝国によって滅ぼされたカンクリ部王族の出身であった。
『元史』などの漢文史料では達識帖睦邇(dáshì tièmùěr)と表記される。

## 概要
タシュ・テムルはカンクリ部王族の末裔であるトクトの息子の一人で、国学に入って諸生となり、経史に通じる聡明な人物として知られていた。1347年（至正7年）には江浙行省平章政事、1348年（至正8年）には大司農務め、1349年（至正9年）には湖広行省平章政事の地位に移った。この頃沅州・靖州・柳州・桂州一帯では猺・獠が不穏な動きを見せており、朝廷は詔を降してこれを招論しようとした。これに対してタシュ・テムルは「3つの分省を静江・沅州及び靖州・柳州及び桂州にそれぞれ置き、左丞・右丞・参政らに兵を率いてこれらの地を治めさせるべきです。また靖州路総管府を廃止して改めて靖州軍民安撫司を立て、また万戸府を設けることで現地の兵を増やすべきです」と進言した。朝廷がこの進言を採用したところ猺・獠は尽く降り、この功績によりタシュ・テムルは中央に戻り大司農の地位に復した。
1351年（至正11年）、台州では方国珍が大元ウルスに反旗を翻し、これを受けてタシュ・テムルは江浙行省参知事の樊執敬とともに派遣され方国珍を招論している。1352年（至正12年）には河南一帯で紅巾の乱が拡大したため、河南行省平章政事に任命されて河南方面に出向した。タシュ・テムルは各地の城壁を修復して防備を固め、賊軍の拡大を阻んだ。その後淮南行省平章政事を経て1355年（至正15年）には中央に戻って中書平章政事に任命された。その後、江浙行省左丞相・兼知行枢密院事に任命されて再び南方に赴いたものの、この頃の江南は日々情勢が悪化しており、北方の朝廷とも満足に連絡を取れない状況であったという。
1356年（至正16年）正月には張士誠が平江を陥落させ、7月には江浙行省の治所のある杭州に迫ったため、タシュ・テムルは杭州を放棄して高陽に撤退した。この時、「苗軍」を率いて嘉興に駐屯していた楊オルジェイが駆けつけて張士誠を敗退せしめたため、タシュ・テムルはようやく杭州に帰還することができた。タシュ・テムルは楊オルジェイの功績に対して海北宣慰使都元帥、江浙行省参政、江浙行省右丞相といった地位を与えることで報いたものの、楊オルジェイの率いる苗軍は民への略奪を繰り返し、杭州において日々評判を悪くしていた。しかし苗軍の軍事力を頼りとするタシュ・テムルは敢えて楊オルジェイに干渉するようなことはなかったため、楊オルジェイはますます驕慢になったという。
1357年（至正17年）、張士誠は嘉興を攻めようとして何度も楊オルジェイに敗れたため、マンジ・カヤ（蛮子海牙）を派遣して大元ウルスに投降することを求めた。マンジ・カヤはかつて江南行台の御史中丞であったが朱元璋に敗れて張士誠に降った人物であったという。張士誠の申し出に対してタシュ・テムルと楊オルジェイの意見は分かれ、前者は積極的にこの申し出を受けようとしたが、後者は淮南に赴任した時代にも張士誠を招論しようとして失敗した経験から、張士誠の申し出を信じられないと述べた。しかし楊オルジェイは張士誠の投降を受け容れるよう何度も勧めたため、タシュ・テムルもやむなくこれを認め張士誠を受け容れることになった。投降後の張士誠は最初に王爵、ついで三公の位を賜るよう要請し、タシュ・テムルは「三公の位の授与は家臣が決める所のものではない」として断ったものの、ここでも楊オルジェイの要請により妥協を強いられることになった。結局、張士誠には太尉、その弟の張士徳には淮南行省平章政事、張士信には同知行枢密院事の地位が授けられることになった。ただし、後に張士徳は朱元璋に敗れて捕虜となったため、張士信が昇格して淮南行省平章政事とされている。
この頃、朱元璋の勢力が徽州・建徳を奪取したことにより楊オルジェイが出陣したものの、徽州の奪還に失敗してしまった。また、楊オルジェイは既に嫁ぎ先の決まっていたチントンの娘が自らに嫁ぐよう強要した一件により、タシュ・テムルからも見限られつつあった。かねてより楊オルジェイの排除を計画していた張士誠はこれを好機と見て密かにタシュ・テムルと結託し、タシュ・テムルの計略によって楊オルジェイは杭州の北で張士誠によって配下の苗軍ごと包囲殲滅されてしまった。こうしてタシュ・テムルの悩みの種であった楊オルジェイは取り除かれたものの、今度は張士誠が杭州の事実上の主として君臨することになった。
1359年（至正19年）、大元ウルス朝廷によって江浙行省平章政事に任じられた張士誠は浙西の民を挑発して杭州城の増築を行った。更に、長年途絶えていた江南から大都への米10万石余りの海上輸送に張士誠が成功すると、張士誠の権益はますます強化され、対照的にタシュ・テムルの権力は有名無実化した。その後、張士誠が再び王爵を要求すると、タシュ・テムルは「断っても殺されるだけである」と述べて恥を忍んで朝廷に王爵の授与を乞うたが、再三にわたる要請にもかかわらず認められなかった。そこで遂に張士誠は自立して呉王を称し、大元ウルスと対立した。また、もと江浙行省右丞であったダラン・テムル（答蘭帖木児）と、同じく江浙行省左右司郎中であった真保は張士誠に降り、タシュ・テムルを非難したため、タシュ・テムルと張士誠は相いれざる情勢となった。
1364年（至正24年）、張士信は王晟らを派遣してタシュ・テムルの過失を責めたて、タシュ・テムルが掌る符印を奪って自ら江浙行省左丞相を称した。この1件が朝廷に報告されると、朝廷もやむなくこれを追認するに至った。符印を奪われたタシュ・テムルは嘉興に強制的に移され、張士信によって厳しく見張られた。タシュ・テムルは意に添わぬ軟禁生活を強いられたものの、日々妻妾と宴会を開いて泰然自若としていたという。この頃、張士誠は自らの発行する文書を「呉王令旨」とすべく行台御史大夫ブカ・テムルに強要したが従わなかったため、タシュ・テムルを拘束して連行しブカ・テムルを説得させた。しかしブカ・テムルは「我の頭を断とうとも、印を渡すことはできない」と述べ、妻子に別れを告げた上で詩を残し毒を仰いで自殺した。これを聞いたタシュ・テムルは「大夫がこのように死んだというのに、我はなぜまだ死なずにいるのか？」と述べ、ブカ・テムルと同じく薬酒を仰いで自殺した。
後に、論者はブカ・テムルの死にざまはタシュ・テムルのそれに勝ると評したという。

## カンクリ部クリシュ家
- クリシュ（Quriš ＞虎里思/hǔlǐsī）
  - キシリク（Kišilig ＞乞失里/qǐshīlǐ）
    - クルク（Külüg ＞曲律/qūlǜ）
    - イェイェ（Yeye ＞牙牙/yáyá）
      - ブベセル（Böbeser ＞孛別舎児/bóbiéshèér）
      - ホチキ（Hočiki ＞和者吉/hézhějí）
      - ブベク（Böbek ＞不別/bùbié）
      - オトマン（Otoman ＞斡禿蛮/wòtūmán）
      - アシャ・ブカ（Aša buqa ＞阿沙不花/āshā bùhuā）
      - トクト（Toqto ＞脱脱/tuōtuō）
        - バアトル（Ba’atul ＞覇都/bàdōu）
        - テムル・タシュ（Temür taš ＞鉄木児塔識/tiěmùér tǎshì）
        - オズグル・トカ（Ozghur toqa ＞玉枢虎児吐華/yùshūhǔértǔhuá）
          - バアトル（Ba’atul  ＞抜都児/yùshūhǔértǔhuá）
            - オルジェイ・テムル（Öljei temür ＞完者帖木児/ālǔhuī tièmùér）

          - ネウリン（Neülin ＞紐璘/niŭlín）

        - タシュ・テムル（Taš temür ＞達識帖睦邇/dáshì tièmùěr）
        - カダ・ブカ（Qada buqa ＞哈不花/wòtūmán）
        - アルグ・テムル（Aruγ temür ＞阿魯輝帖木児/ālǔhuī tièmùér）
        - トレ（Töre ＞脱烈/wòtūmán）
          - 長寿安

      - カダ・テムル（Qada temür ＞哈達帖木児/hādá tièmùér）
        - 万僧

      - オンギャヌ（汪家閭/wāngjiālǘ）
        - ボロト・テムル（Bolod temür ＞博羅帖木児/bóluó tièmùér）